# Vlajka prezidenta České republiky

Vlajka českého prezidenta
Poměr stran: 1:1

Vlajka prezidenta České republiky nebo také standarta prezidenta České republiky je podle zákona č. 3/1993 Sb., o státních symbolech České republiky, oficiálním státním symbolem České republiky.
Jejím autorem (stejně jako předchozí vlajky prezidenta České a Slovenské Federativní Republiky) je český heraldik Jiří Louda.

## Popis
Oficiální popis:
| „ | Vlajka prezidenta republiky je bílá, s okrajem skládajícím se z plaménků střídavě bílých, červených a modrých. Uprostřed bílého pole je velký státní znak. Pod ním je bílý (stříbrný) nápis PRAVDA VÍTĚZÍ na červené stuze podložené žlutými (zlatými) lipovými ratolestmi. | “ |

## Použití
Jediným legálním uživatelem standarty je prezident České republiky. Podmínky použití stanovuje zákon č. 352/2001 Sb., o užívání státních symbolů České republiky. Vlajku prezidenta republiky lze užít k označení:
- sídla prezidenta republiky v době jeho přítomnosti v České republice,
- dopravního prostředku používaného prezidentem republiky.

### Prezidenti
Současnou vlajku užívali následující prezidenti:
- 1993–2003 Václav Havel
- 2003–2013 Václav Klaus
- 2013–2023 Miloš Zeman

Od roku 2023 vlajku užívá i současný prezident Petr Pavel.

## Historický vývoj

### Republika československá
Vlajka prezidenta v letech 1918–1920 obsahovala bílý prapor s motivem ze znaku Československých legií s korunkou ve znaku českém a slovenském, lemovaný svislými bílo-červenými-modrými pruhy. Na vzniku praporu se podílela profesorka Vysoké školy uměleckoprůmyslové v Praze Ida Krauthová. Vlajku užíval prezidenta Tomáš Garrigue Masaryk do přijetí ústavního zákona o státních symbolech v roce 1920.
|   | Vlajka prezidenta Republiky československé užívaná v letech 1920–1939. Tuto vlajku používali Tomáš Garrigue Masaryk, Edvard Beneš a Emil Hácha. Oficiální popis podle zákona ze dne 30. března 1920, č. 252/1920 Sb., kterým se vydávají ustanovení o státní vlajce, státních znacích a státní pečeti: \| „ \| Standarta presidentova jest bílá s okrajem skládajícím se z plaménků střídavě bílých, červených a modrých. Uprostřed bílého pole vetkán velký státní znak. \| “ \| |   |
| „ | Standarta presidentova jest bílá s okrajem skládajícím se z plaménků střídavě bílých, červených a modrých. Uprostřed bílého pole vetkán velký státní znak. | “ |

### Protektorát Čechy a Morava
|   | Se vznikem Protektorátu Čechy a Morava došlo i ke změně vlajky státního prezidenta, a to vládním nařízením č. 222/1939 Sb.: Vlajku užíval Emil Hácha. \| „ \| Standarta státního presidenta je tvaru čtvercového, bílá, s vetkaným větším znakem Protektorátu Čechy a Morava. \| “ \| |   |
| „ | Standarta státního presidenta je tvaru čtvercového, bílá, s vetkaným větším znakem Protektorátu Čechy a Morava. | “ |

### Československá republika
|  | Po skončení druhé světové války v letech 1945 až 1960 používali prezidenti Československé republiky prezidentskou vlajku z předválečného Československa. Paradoxem je, že na této vlajce byl Veliký znak republiky Československé, v jehož druhém poli zadního štítu byl znak Podkarpatské Rusi, která byla v roce 1945 připojena k Sovětskému svazu. Tuto vlajku používali Edvard Beneš, Klement Gottwald, Antonín Zápotocký a Antonín Novotný. |

### Československá socialistická republika
|   | Vlajka prezidenta Československé socialistické republiky užívaná v letech 1960–1990. Tuto vlajku používali Antonín Novotný, Ludvík Svoboda, Gustáv Husák a Václav Havel. Oficiální popis: \| „ \| Standarta presidenta republiky je bílá, s okrajem z bílých, modrých a červených políček. V jejím středu je státní znak, po jeho stranách jsou lipové ratolesti. Pod státním znakem je heslo „Pravda vítězí“ na stuze červené barvy. Písmena nápisu jsou barvy zlaté. \| “ \| |   |
| „ | Standarta presidenta republiky je bílá, s okrajem z bílých, modrých a červených políček. V jejím středu je státní znak, po jeho stranách jsou lipové ratolesti. Pod státním znakem je heslo „Pravda vítězí“ na stuze červené barvy. Písmena nápisu jsou barvy zlaté. | “ |

### Česká a Slovenská Federativní Republika
|   | Vlajka prezidenta České a Slovenské Federativní Republiky užívaná v letech 1990–1992. Tuto vlajku používal Václav Havel. Nápis na stuze byl v latině, aby se předešlo dvojjazyčnosti a nemusela tak být upřednostněna čeština před slovenštinou nebo naopak. Oficiální popis: \| „ \| Vlajka a standarta prezidenta Republiky česko-slovenské je bílá s okrajem skládajícím se z plaménků střídavě bílých, červených a modrých. Uprostřed bílého pole je vetkán znak Republiky česko-slovenské. Pod ním je na červené stuze stříbrný nápis „VERITAS VINCIT“. Nad oběma konci stuhy jsou zlaté lipové snítky o dvou[10] listech. Standarta prezidenta je čtvercového formátu. \| “ \| |   |
| „ | Vlajka a standarta prezidenta Republiky česko-slovenské je bílá s okrajem skládajícím se z plaménků střídavě bílých, červených a modrých. Uprostřed bílého pole je vetkán znak Republiky česko-slovenské. Pod ním je na červené stuze stříbrný nápis „VERITAS VINCIT“. Nad oběma konci stuhy jsou zlaté lipové snítky o dvou listech. Standarta prezidenta je čtvercového formátu. | “ |

## Zneužití vlajky
Trestní zákoník neobsahuje hanobení státních symbolů (mezi které patří i standarta prezidenta republiky). Zákon o užívání státních symbolů z roku 2001 uvádí, že za „zneužití, úmyslné poškození nebo hrubé znevážení státních symbolů České republiky“ lze uložit pokutu do deseti tisíc korun.
Prezidentská vlajka byla stažena dne 26. září 2015 členy skupiny Ztohoven ze střechy Pražského hradu a nahrazena velkými červenými trenkami, které měly představovat politickou orientaci prezidenta Miloše Zemana. Obvodní soud rozhodl, že akce skupiny Ztohoven nebyla trestným činem. Odvolací soud verdikt zrušil, protože svobodu nelze nadřadit právu na majetek. 